# روني أغيلار
روني أغيلار (24 يونيو 1987 في الولايات المتحدة - ) (بالإنجليزية: Ronnie Aguilar)‏ هو لاعب كرة سلة أمريكي في مركز الوسط.

## وصلات خارجية
- روني أغيلار على موقع الاتحاد الدولي لكرة السلة (الإنجليزية)
- روني أغيلار على موقع كرة السلة الأوروبية.كوم (الإنجليزية)
- روني أغيلار على موقع كلية كرة السلة في سبورتس رفرنس.كوم (الإنجليزية)
- روني أغيلار على موقع ريلجم (الإنجليزية)
- روني أغيلار على موقع بروبوليرز (الإنجليزية)
- روني أغيلار على موقع سبورتس رفرنس (الإنجليزية)